# Domaine de Tokushima

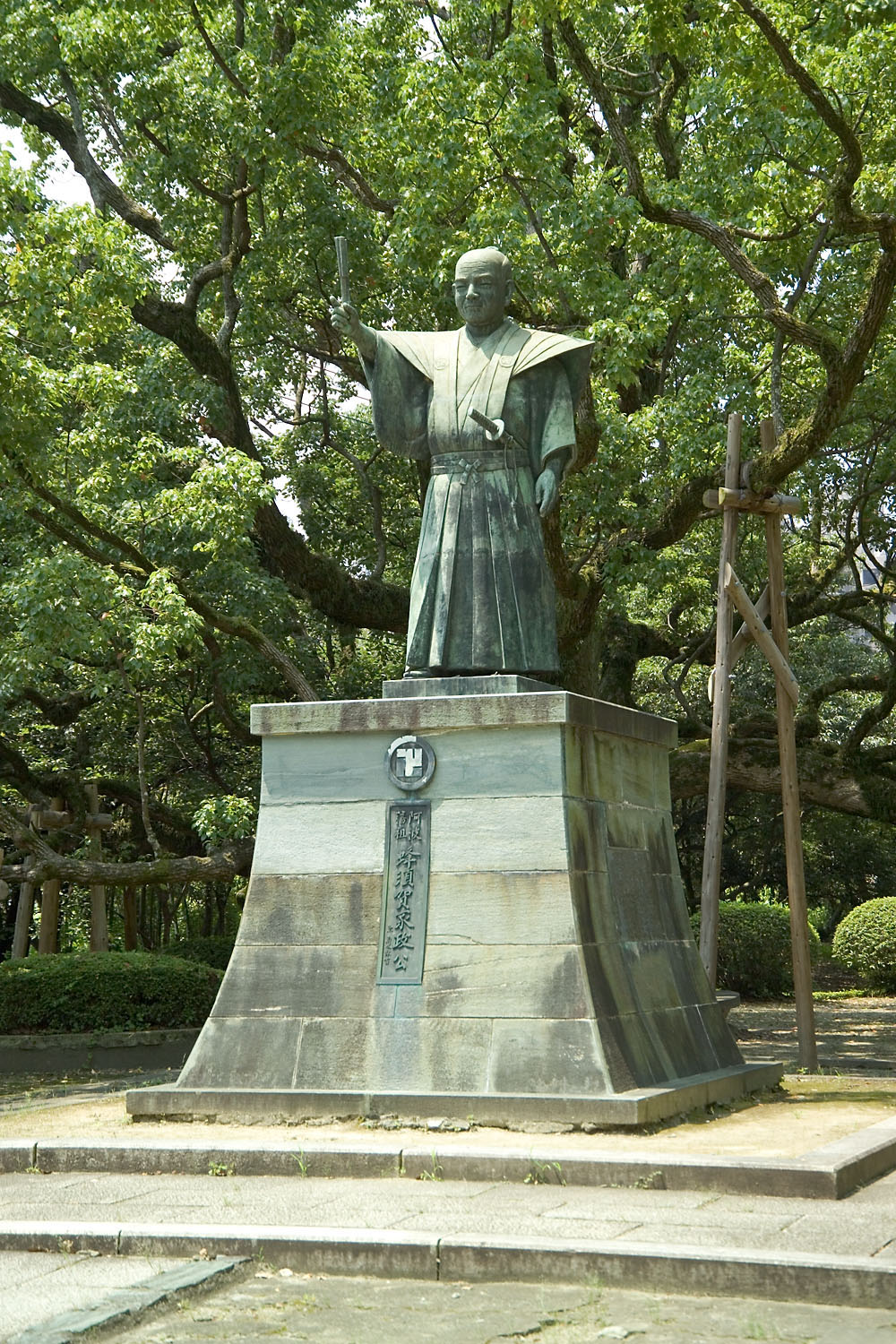
Statue de Hachisuka Iemasa à Tokushima dans la préfecture de Tokushimasur l'île de Shikoku.

Le domaine de Tokushima (徳島藩, Tokushima-han) était un domaine féodal japonais de l'époque d'Edo, situé dans les provinces de d'Awa et d'Awaji dans l'île de Shikoku. Dirigé par le clan Hachisuka, il était classé pour un revenu de 256 000 koku. Contrairement à la plupart des domaines de la période Edo, les Hachisuka contrôlaient Tokushima avant le début de cette période et en restèrent en possession quand celle-ci fut terminée.
Au début de l'ère Meiji, il y eut une très importante source de conflit à l'intérieur du domaine quand les obligés d'Inada Kurobei, conseiller supérieur du daimyo Hachikusa et gardien du château de Sumoto, exigèrent de leur daimyo l'indépendance pour leur seigneur et son établissement comme daimyo. Comme le revenu d'Inada était déjà supérieur à 10 000 koku, cela était techniquement possible. La demande fut cependant refusée et reçut une violente opposition de la part des Tokushima. Après que la révolte fut brisée, l'ensemble des membres du clan Inada ainsi que ses obligés furent exilés à l’extrême point nord de Hokkaido. Leur histoire a été mise en images dans le film Kita no zeronen (« Première année au Nord »).

## Daimyos
1. Hachisuka Yoshishige
2. Hachisuka Tadateru
3. Hachisuka Mitsutaka
4. Hachisuka Tsunamichi
5. Hachisuka Tsunanori
6. Hachisuka Munekazu
7. Hachisuka Muneteru
8. Hachisuka Muneshige
9. Hachisuka Iemasa
10. Hachisuka Yoshihiro
11. Hachisuka Shigeyoshi
12. Hachisuka Haruaki
13. Hachisuka Narimasa
14. Hachisuka Narihiro
15. Hachisuka Mochiaki